# Sekou Cissé
Sekou Cissé (Dabou, 23 maggio 1985) è un ex calciatore ivoriano, di ruolo attaccante.